# Trachydora musaea
Trachydora musaea là một loài bướm đêm thuộc họ Cosmopterigidae. Nó được tìm thấy ở Úc.

## Hình ảnh

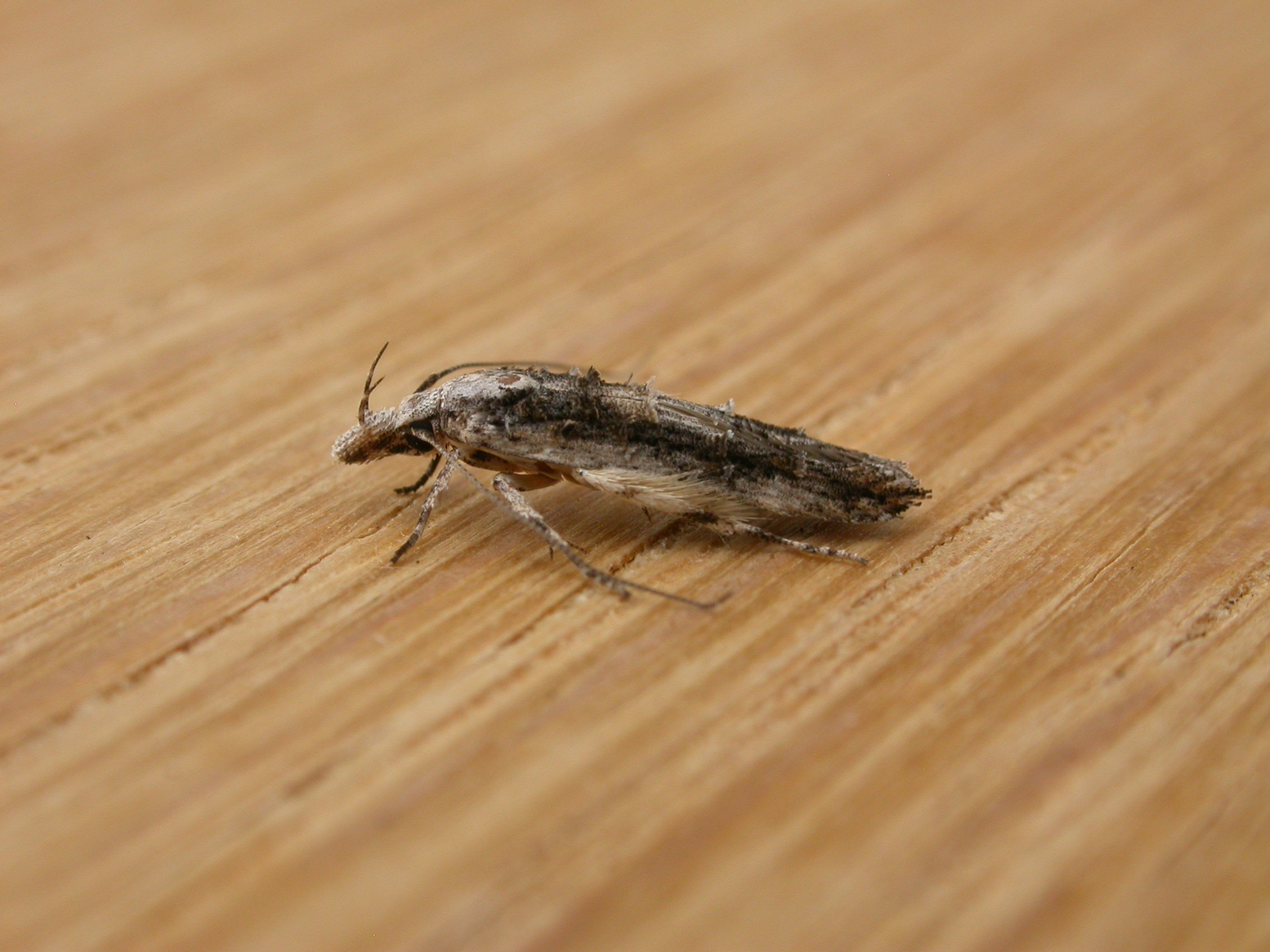